# Auguste Laubet Daubrey
Auguste Laubet Daubrey, né le 1er janvier 1930 dans le département de Sassandra et mort à Abidjan le 9 juin 2021, est un homme politique, banquier, et  ingénieur agronome ivoirien.

## Biographie
Auguste Laubet Daubrey naît le 1er janvier 1930 à Tokro (Sassandra).
À l'instar de Seydou Diarra, Jean Konan Banny, Bernard Dadié, Barthélémy Kotchy, il fait partie des 148 jeunes Ivoiriens envoyés le 22 octobre 1946 sur une frégate française, baptisée L'Aventure 46 vers la France pour suivre leurs études secondaires.
Il a été directeur général de la Banque nationale de développement agricole (BNDA) de 1970 à 1978, président-directeur général de la Banque internationale de l’Afrique de l’Ouest (BIAO) de 1978 à 1989, vice-président du Conseil économique et social de Côte d'Ivoire, président du conseil d'administration de l’Agence nationale d’appui au développement rural (ANADER), maire de la ville de Sassandra, et membre du conseil politique du PDCI-RDA, le parti du président Félix Houphouët-Boigny,.
Sous la présidence de Laurent Gbagbo, il a été vice-président du forum pour la réconciliation nationale et vice-président du Mouvement de la résistance ivoirienne (MDIR).
Il a été aussi président de l'Association des cadres chrétiens (catholiques) de Côte d'Ivoire.
Il est chevalier de l'ordre national de Côte d'Ivoire et grand officier du Mérite ivoirien.
Auguste Laubet Daubrey meurt le 9 juin 2021,.